# Drosera whittakeri
Drosera whittakeri es una especie de planta perenne tuberosa  perteneciente al género de plantas carnívoras Drosera, endémica del sur de Australia.

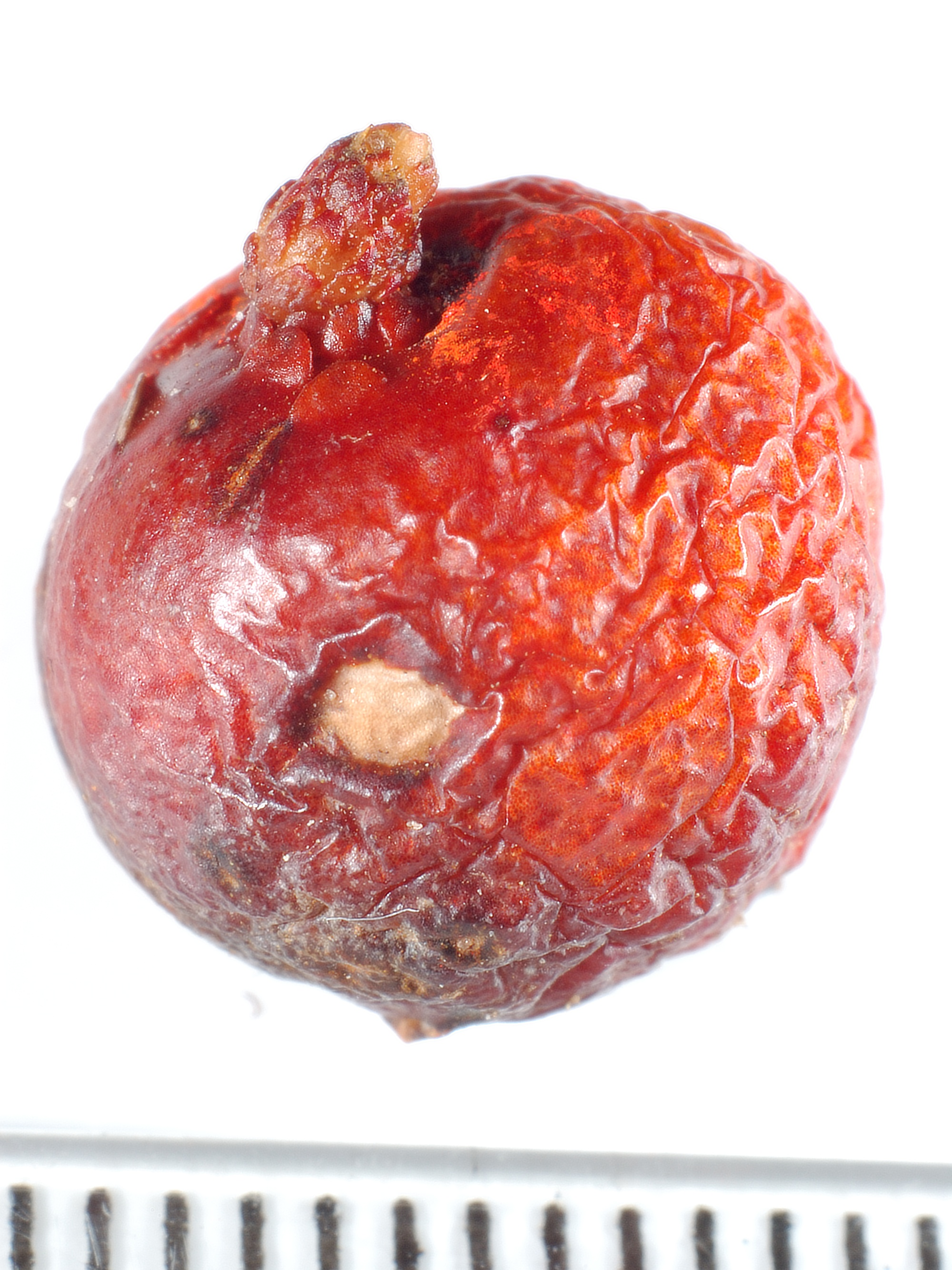
Tubérculo

## Descripción
Las plantas tienen de 4 a 8 cm de diámetro, con hojas ampliamente espatuladas dispuestas en una roseta. Estas pueden ser de color verde, amarillo-naranja o rojo, de 10 a 15 mm de largo y de 9 a 13 mm de ancho. En general produce hasta  20 flores de color blanco, con varias flores abiertas a la vez. El principal período de floración es de mayo a noviembre en su área de distribución natural, pero las flores pueden aparecer a lo largo del año.

## Taxonomía
La especie fue descrita formalmente por Jules Emile Planchon en Annales des Sciences Naturelles en 1848 como Drosera "Whittakerii".  Dos subespecies son reconocidas por algunas autoridades:
- Drosera whittakeri subsp. aberrans Lowrie & Carlquist
- Drosera whittakeri Planch. subsp. whittakeri

En 2008, Allen Lowrie y John G. Conran elevaron el status a especie, como Drosera aberrans. Los autores también sostienen que Drosera praefolia debería ser considerada una especie distinta, más que un sinónimo de D. whittakeri.
Etimología
Drosera: tanto su nombre científico –derivado del griego δρόσος (drosos): "rocío, gotas de rocío"– como el nombre vulgar –rocío del sol, que deriva del latín ros solis: "rocío del sol"– hacen referencia a las brillantes gotas de mucílago que aparecen en el extremo de cada hoja, y que recuerdan al rocío de la mañana.
whittakeri: epíteto otorgado en honor del botánico Robert Whittaker.
Sinonimia
- Sondera whittakeri (Planch.) Chrtek & Slavíková, Novit. Bot. Univ. Carol. 13: 45 (1999 publ. 2000).
- Drosera rosulata Behr, Linnaea 20: 628 (1847), nom. illeg.
- Drosera praefolia Tepper, Bot. Centralbl. 50: 353 (1892).
- Drosera whittakeri var. praefolia (Tepper) J.M.Black, Fl. S. Austral.: 258 (1924).[4]